# Liste der Straßennamen von Wiesenbach (Schwaben)
Die Liste der Straßennamen von Wiesenbach (Schwaben) listet alle Straßennamen der Gemeinde Wiesenbach mit den Ortsteilen Unterwiesenbach, Oberwiesenbach, Oberegg und Sausenthal auf.

## Liste geordnet nach den Orten
In dieser Liste werden die Straßennamen den einzelnen Orten zugeordnet und kurz erklärt.

### Unterwiesenbach
| Straßenname         | |
| ------------------- | --- |
| Amselweg            | benannt nach der Vogelart Amsel                                                                            |
| Burghofstraße       | bezieht sich möglicherweise auf einen Burgstall östlich des Ortes                                          |
| Drosselweg          | benannt nach den Vogelarten der Drosseln                                                                   |
| Finkenweg           | benannt nach den Vogelarten der Finken                                                                     |
| Hauptstraße         | Hauptstraße des Dorfes (Kreisstraße GZ 6)                                                                  |
| Hühlstraße          | benannt nach dem ehemaligen Dorfweiher, der Hüle                                                           |
| Kapellenstraße      | |
| Klosterweg          | |
| Lerchenweg          | benannt nach der Vogelart Lerche                                                                           |
| Lohnfeld            | benannt nach dem Flurnamen                                                                                 |
| Prühlstraße         | benannt nach den feuchten Wiesen im Tal des Schwarzenbachs (Brühl bedeutet feuchte sumpfige Wiese)         |
| Sausenthalstraße    | benannt nach dem Nachbardorf Sausenthal                                                                    |
| Scheibenbergstraße  | benannt nach dem Flurnamen                                                                                 |
| Wattenweiler Straße | benannt nach dem Nachbardorf Wattenweiler, in das die Verlängerung dieser Straße führt (Kreisstraße GZ 19) |

### Oberwiesenbach
| Straßenname       | |
| ----------------- | --- |
| Bachfeld          | benannt nach dem Flurnamen„Bachfeld“                                                                                  |
| Friedhofweg       | benannt nach dem Oberwiesenbacher Friedhof                                                                            |
| Glaserhofweg      | benannt nach dem Glaserhof, einem ehemaligen Gutshof des Klosters Roggenburg, zu dem die Verlängerung des Weges führt |
| Höflesberg        | benannt nach dem Flurnamen                                                                                            |
| Ingstetter Straße | benannt nach dem Dorf Ingstetten, in das die Verlängerung dieser Straße führt                                         |
| Kirchplatz        | Platz vor der Kirche von Oberwiesenbach                                                                               |
| Ortsstraße        | Hauptstraße des Dorfes (Kreisstraße GZ 6)                                                                             |
| Riedweg           | benannt nach den ehemaligen Niedermoorflächen (Ried) im Tal des Schwarzenbachs                                        |
| Ringweg           | |

### Oberegg
| Straßenname   |                                                                                      |
| ------------- | ------------------------------------------------------------------------------------ |
| Am Kirchweg   | benannt nach der Oberegger Kirche                                                    |
| Brühlgasse    | benannt nach den feuchten Wiesen im Günztal (Brühl bedeutet feuchte, sumpfige Wiese) |
| Dorfstraße    | Hauptstraße des Dorfes (Kreisstraße GZ 6)                                            |
| Haldeweg      | benannt nach dem Ort, an dem in früherer Zeit der Abfall des Dorfes entsorgt wurde   |
| Kanalweg      | benannt nach dem Kanal, der den Oberegger Stausee mit der Günz verbindet             |
| Mühle         | benannt nach der Oberegger Mühle, dem Kraftwerk am Oberegger Stausee                 |
| Schnitzlerweg |                                                                                      |
| Weiherweg     | benannt nach den Weihern im Günztal                                                  |

### Sausenthal
| Straßenname      |                           |
| ---------------- | ------------------------- |
| Sausenthalstraße | einzige Straße des Dorfes |

## Alphabetische Liste
In Klammern ist der Ort angegeben, in dem die Straße ist.
| - Am Kirchweg (Oberegg) - Amselweg (Unterwiesenbach) - Bachfeld (Oberwiesenbach) - Brühlgasse (Oberegg) - Burghofstraße (Unterwiesenbach) - Dorfstraße (Oberegg) - Drosselweg (Unterwiesenbach) - Finkenweg (Unterwiesenbach) - Friedhofweg (Oberwiesenbach) - Glaserhofweg (Oberwiesenbach) - Haldeweg (Oberegg) - Hauptstraße (Unterwiesenbach) - Höflesberg (Oberwiesenbach) - Hühlstraße (Unterwiesenbach) - Ingstetter Straße (Oberwiesenbach) | - Kanalweg (Oberegg) - Kapellenstraße (Unterwiesenbach) - Kirchplatz (Oberwiesenbach) - Klosterweg (Unterwiesenbach) - Lerchenweg (Unterwiesenbach) - Lohnfeld (Unterwiesenbach) - Mühle (Oberegger Mühle bei Oberegg) - Ortsstraße (Oberwiesenbach) - Prühlstraße (Unterwiesenbach) - Riedweg (Oberwiesenbach) - Ringweg (Oberwiesenbach) - Sausenthalstraße (Sausenthal und Unterwiesenbach) - Scheibenbergstraße (Unterwiesenbach) - Schnitzlerweg (Oberegg) - Wattenweiler Straße (Unterwiesenbach) - Weiherweg (Oberegg) |

| ↑ Zurück zum Inhaltsverzeichnis |